# Obalj (utvrda)
Obalj je utvrda u kraju oko gornjeg toka Neretve. U srednjem vijeku bila je sjedište župe Zagorje, prvi put spomenute 1323. u ispravi bosanskoga kralja Stjepana II. Kotromanića.